# Santi Nazario e Celso (Corzoneso)

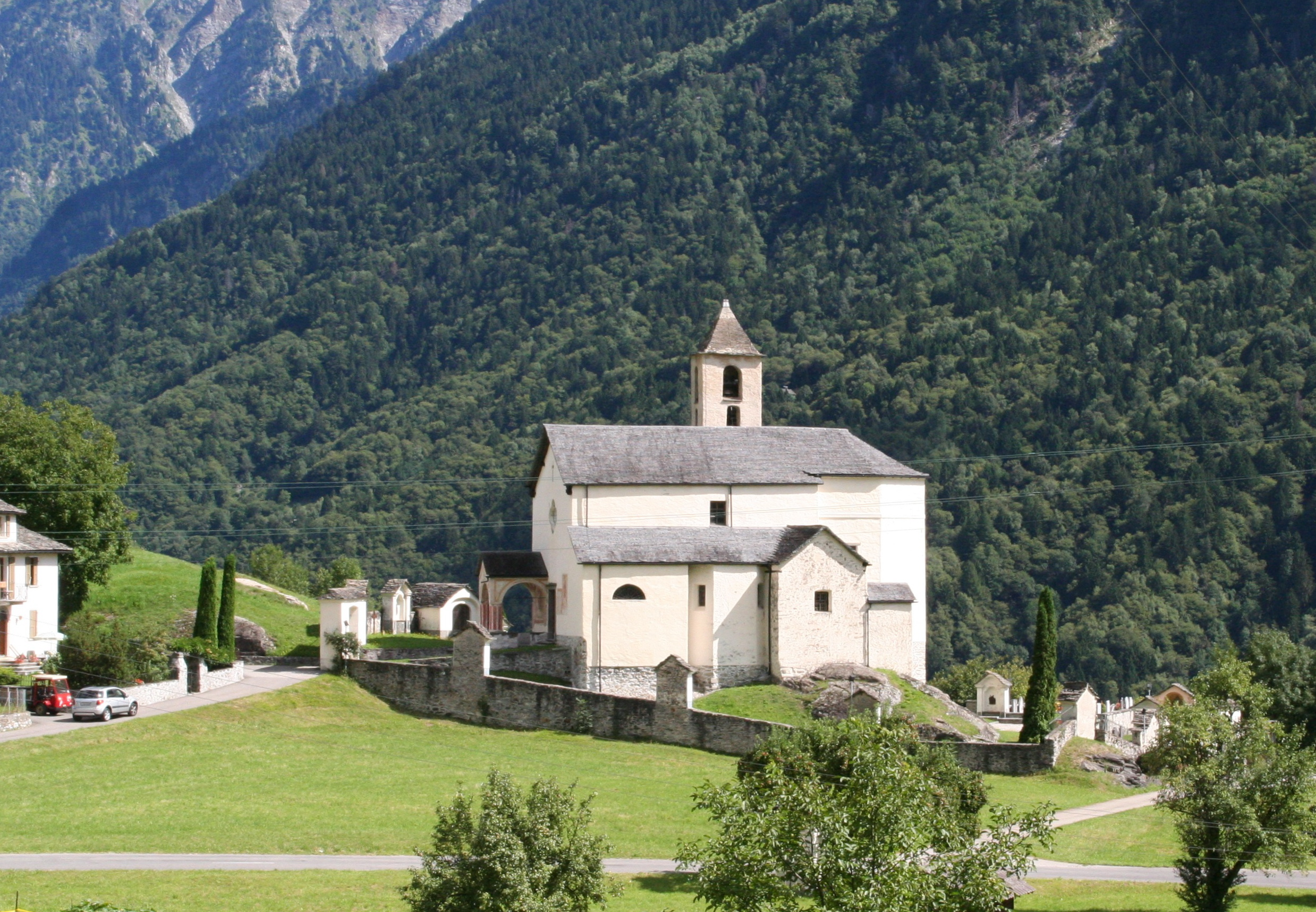
Ansicht von Süden

Die Pfarrkirche Santi Nazario e Celso steht unterhalb des Dorfes Corzoneso auf dem Gemeindegebiet von Acquarossa im Bleniotal im Kanton Tessin.

## Beschreibung
Die Kirche wird 1211 erstmals erwähnt; von diesem Bau ist die Südmauer erhalten geblieben. Die jetzige barocke Kirche, ein Längsbau mit eingezogenem Polygonalchor und zwei Seitenkapellen, entstand 1671 nach Plänen des Baumeisters Johannes von Riale.
Die Marienkapelle im Kircheninnern wurde 1679 von Giovanni Battista Rezia aus Porlezza mit üppigen barocken Stuckaturen geschmückt. In einer Nische steht eine vergoldete Holzstatue aus dem 17. Jahrhundert.
Die Fresken an der nördlichen Aussenwand des Chores zeigen links die Kreuzigung und die Beichte, rechts Sankt Victor von Mailand mit Schwert. Die Art der Ausführung lässt die Fresken der Werkstatt der Seregnesi zuordnen.
Der Hochaltar mit aufwändig geschnitztem Aufbau stammt aus dem Ende des 17. Jahrhunderts, das Tonnengewölbe aus dem Jahr 1830. Der Chor wurde 1936 bemalt. Einzelne Fresken von Carlo Biucchi stammen aus dem Jahr 1748. Sie wurden anlässlich einer Restaurierung in den Jahren 1995 bis 1998 restauriert. Sie waren durch Gemälde von Emilio Ferrazzini verdeckt, die nun an der Gegenfassade zu sehen sind.
Die Fresken der Brüder Tarilli aus dem Jahr 1587 in der Aussenkapelle links der Kirchentüre zeigen an der Rückwand eine Madonna mit Kind, die Heiligen Rochus und Sebastian, an den Streben des Gewölbes Nazarius und Celsus, im Gewölbe die vier Evangelisten mit ihren Attributen. Rechts des Eingangs haben sich Reste eines Christophorusbildes erhalten; eventuell noch aus dem 13. Jahrhundert.
Auf dem umgebenden Friedhof befindet sich das Familiengrab des Generals Antonio Arcioni.

## Bilder

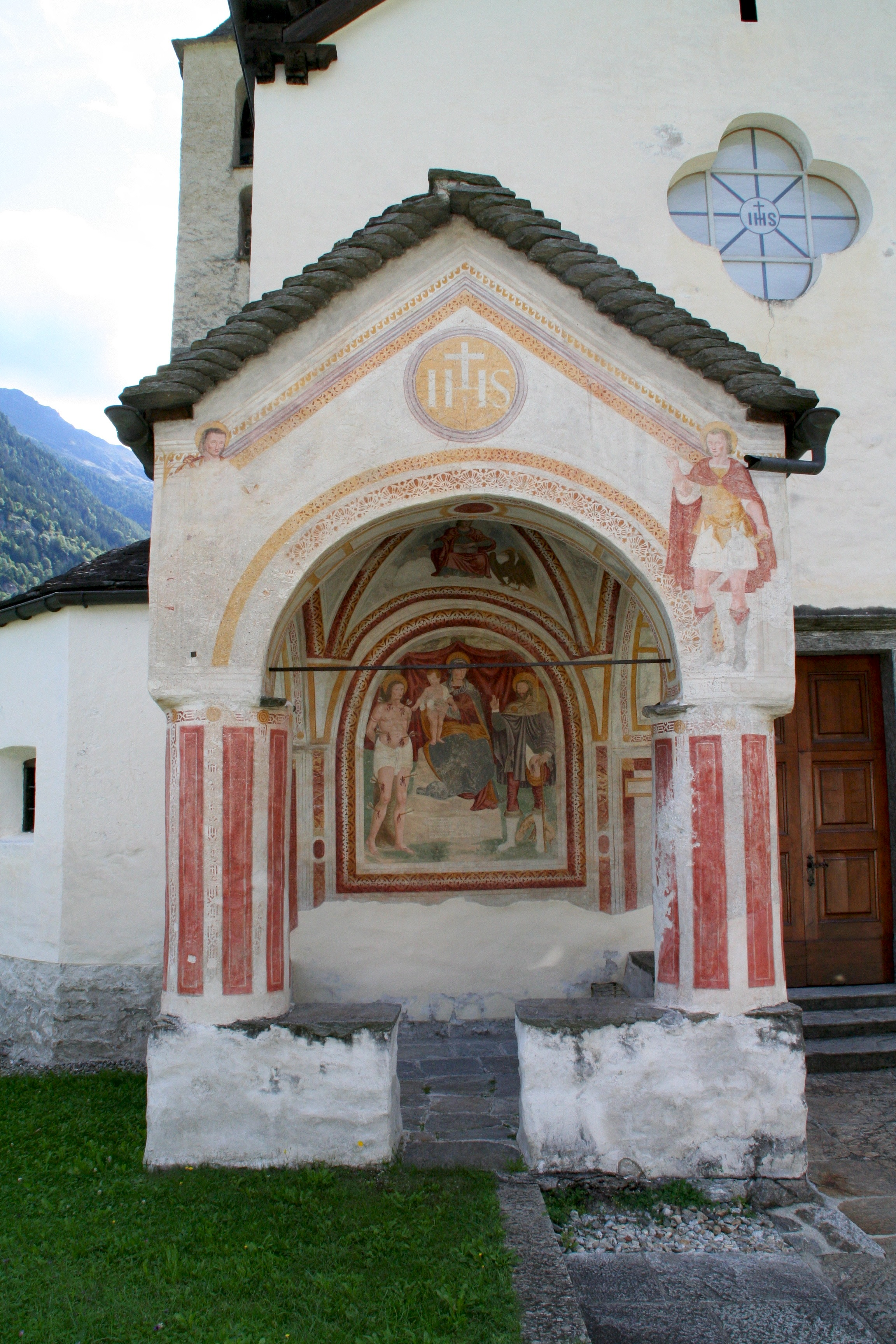
Aussenkappelle
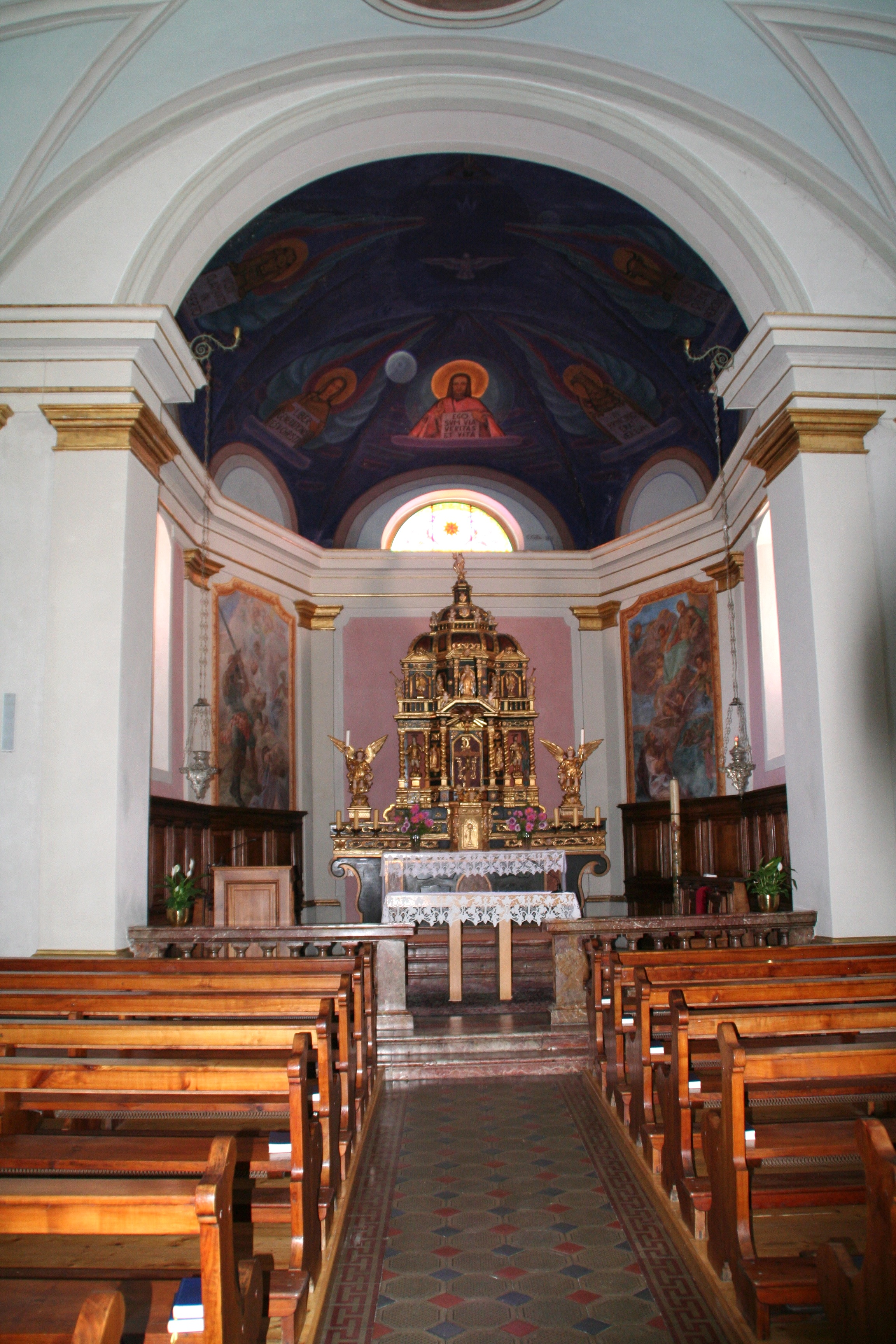
Innenraum
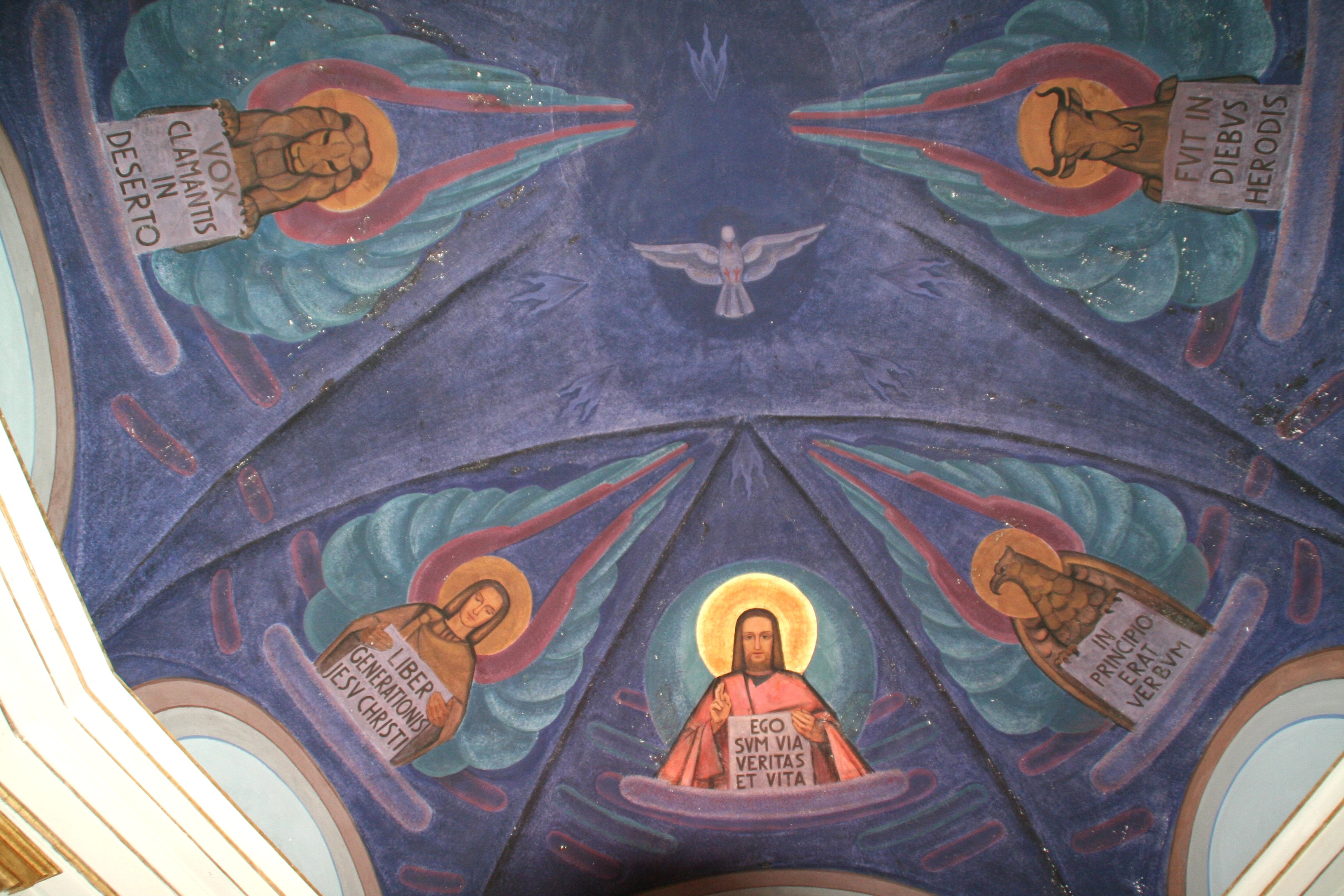
Chorhimmel
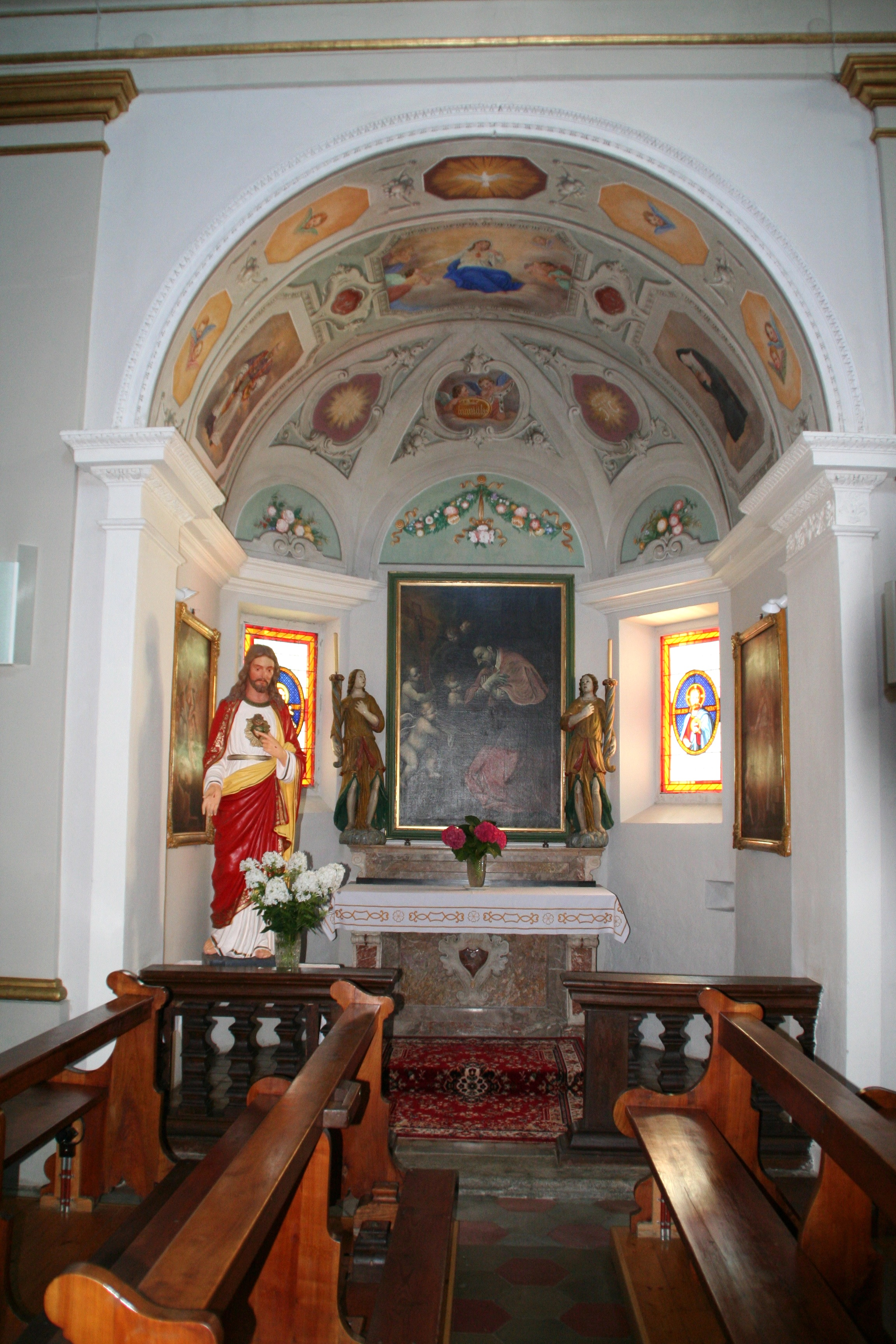
Rechte Seitenkapelle